# Victoria Pedretti
Victoria Pedretti   (Filadèlfia, 23 de març de 1995) és una actriu nord-americana de cinema i televisió, reconeguda principalment per la seva interpretació de Love Quinn en la sèrie You, d'Eleanor «Nell» Crain en la sèrie The Haunting of Hill House i Dani Clayton a The Haunting of Bly Manor, de Netflix.
Va iniciar la seva carrera al cinema protagonitzant el curtmetratge Sole l'any 2014, dirigit per Ariel Zucker. El mateix any va protagonitzar el curt de Chelsea Lupkin Uncovering Eden. En 2018 va integrar l'elenc principal de la sèrie de terror The Haunting of Hill House, en la qual va interpretar el paper de Nell Crain, filla menor d'una família disfuncional els problemes es van desencadenar després habitar una casa suposadament embruixada. La sèrie, produïda per Netflix i dirigida per Mike Flanagan, va estar basada en la novel·la homònima de l'autora nord-americana Shirley Jackson. Hill House va ser aclamada per la crítica especialitzada, la qual es va encarregar de destacar les actuacions del seu repartiment principal.
L'actriu va ser escollida pel director Quentin Tarantino per interpretar el personatge de Lulu en la pel·lícula Once Upon a Time in Hollywood. En 2019 co-va protagonitzar la 2a temporada de la sèrie You estrenada el 26 de desembre, interpretant a Love Quinn, una jove cuinera que es converteix en l'obsessió de personatge principal a qui Penn Badgley li dona vida. El 2020 va encarnar el paper de la protagonista de la sèrie de Netflix The Haunting of Bly Manor.